# Chiesa di San Prosdocimo (Padova)
Il Duomo dei militari San Prosdocimo è un edificio religioso di origine medievale che si affaccia su contrà di San Giovanni alle Navi, ora via San Prosdocimo, a Padova.
L'edificio sacro faceva parte di un monastero di monache benedettine. In seguito alle soppressioni napoleoniche, cacciate le monache, venne sconsacrato nel 1806 ed utilizzato come magazzino militare. È stato riconsacrato il 10 aprile 1990 dall'Ordinario militare S.Ecc. mons. Giovanni Marra divenendo Duomo dei Militari San Prosdocimo. Per la parte infrastrutturale fa capo al Comando Forze Operative Nord ed è una chiesa dipendente dall'Ordinariato militare in Italia. La chiesa è retta dal cappellano militare dello stesso Comando.
La chiesa e il vicino monastero - ancora esistente - sono legati alle vicende della Beata Eustochio Lucrezia Bellini, monaca benedettina vissuta nel monastero. Morta il 13 febbraio 1469, il suo corpo fu tumulato nella chiesa il 14 novembre 1475 e vi rimase fino all'11 settembre 1806, allorché venne traslato nella cappella di sinistra della chiesa di San Pietro.

## Storia

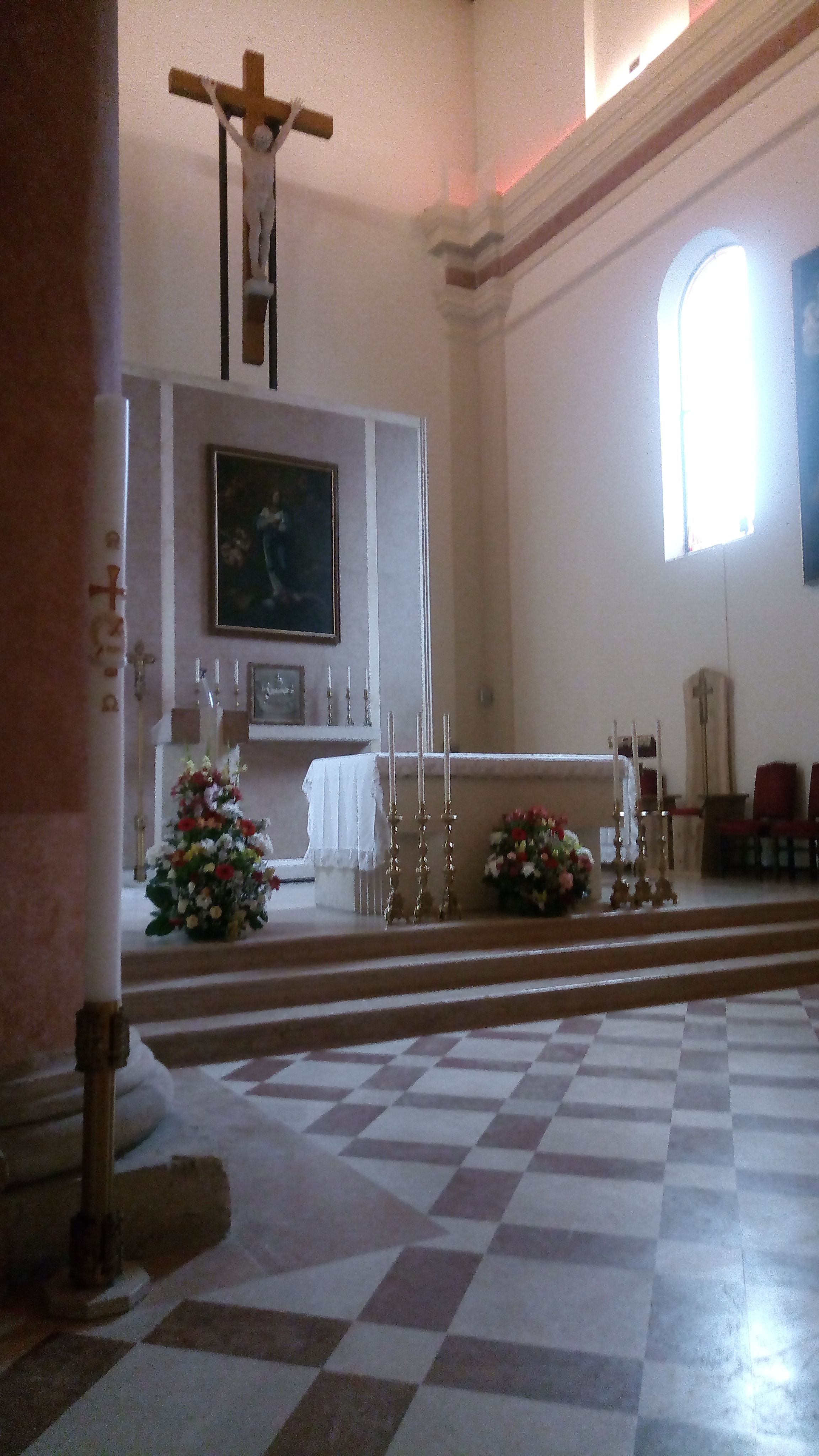
Il presbiterio in occasione della riconsacrazione il 5 novembre 2019

L'edificio religioso, già delle monache benedettine che ebbero di fianco illustre monastero, in seguito alle soppressioni napoleoniche divenne panificio e magazzino di proprietà militare. 
Nel 1990 dopo un attento recupero, è tornato ad essere chiesa parrocchiale dipendente dall'Ordinariato militare in Italia.
Chiuso in seguito alle scosse di terremoto del 2012, dopo un attento lavoro di ripristino è stato ufficialmente riaperto dall'Ordinario Militare per l'Italia S.Ecc. mons. Santo Marcianò con solenne cerimonia il 5 novembre 2019, concelebranti l’Abate emerito Francesco Trolese della Basilica di santa Giustina e mons. Giuliano Zatti, Vicario Generale della Diocesi di Padova. L'altare, contenente le reliquie ex ossibus di sant'Antonio di Padova, di san Leopoldo Mandic, del beato Francesco Faà di Bruno, delle beate  Rafaela Ybarra de Vilallonga e Marie-Léonie Paradis, è stato riconsacrato alla presenza di 25 concelebranti tra cui i cappellani militari  del Veneto.

## Eventi miracolosi legati alla chiesa di San Prosdocimo
Riguardano quelli della beata Eustochio Bellini e del beato padre Marco d'Aviano.
Nel 1444 nel monastero di San Prosdocimo, dove non vigeva ancora la regola della clausura, nacque Lucrezia Bellini, da Giacomo Bellini e da Maddalena Cavalcabò, monaca del monastero. All'età di sette anni Lucrezia venne riportata nel convento dove, nel 1461, vestì l'abito benedettino con il nome di Eustochio (Giulia Eustochio fu Julia Eustachim, nata a Roma nel 368 d.C. e morta a Betlemme nel 418, discepola prediletta di San Girolamo).
Giovane ed inesperta, priva di affetti, Eustochio seppe rimanere estranea ai mali che la circondavano; visse con singolare pazienza e rassegnazione la sua condizione di figlia illegittima e di 'monaca indemoniata', sopportando con serenità le vessazioni del maligno, i maltrattamenti delle monache e le accuse di stregoneria, il tutto accompagnato dall'esercizio di un'ascesi intensa, dalla pratica esemplare delle virtù teologali e cardinali, dalla piena osservanza dei voti religiosi, che la portarono ad annullarsi completamente in Dio ed a conquistarsi un posto di riguardo nel cuore dei padovani.
Il 13 febbraio 1469 Eustochio morì, a soli 25 anni, in concetto di santità e venne sepolta nel convento. Subito dopo la sua morte si verificarono numerosi prodigi e segni miracolosi che contribuirono ad aumentare la fama di santità; uno dei più importanti fu il soave profumo che il suo corpo cominciò ad emanare, profumo che continuò a sentirsi nei pressi del sepolcro per molti anni.
Il 16 novembre 1472, in occasione della ricognizione per la beatificazione ed il trasferimento della salma, il suo sepolcro fu aperto e si scoprì, davanti alle autorità, che il corpo, dopo oltre tre anni di sepoltura senza cassa, era rimasto incorrotto.
Nella circostanza, il corpo venne rivestito con un nuovo abito monacale e deposto, in cassa, in un altro sepolcro da dove, il 14 novembre 1475, fu solennemente trasportato in Chiesa e tumulato in un'arca di marmo vicino all'altare con l'iscrizione "BEATAE EUSTOCHIO PADUANE" (alla Beata Eustochio Padovana).
Nel frattempo, nel luogo della sua prima sepoltura, rimasto aperto, il 6 gennaio 1473 comparve una vena d'acqua limpida ed abbondante che fu ritenuta da tutti miracolosa, sia per il luogo sia perché la natura del terreno non presentava alcuna traccia di umidità, la cui presenza avrebbe invece comportato la corruzione del corpo di Eustochio. Quest'acqua prodigiosa guariva ogni infermità, purché nell'infermo non fossero mancate la fede e la disposizione che si richiede per ricevere la grazia.
La tradizione popolare racconta che dall'abbondanza o dalla scarsità di quest'acqua si potevano prevedere periodi buoni o meno buoni per i raccolti o per gli avvenimenti storici della città di Padova, e che l'acqua cessò di sgorgare nel 1806, qualche tempo prima dello spostamento del corpo della Beata.
Il culto per la Beata Eustochio fu riconosciuto ufficialmente da Papa Clemente XIII, nel 1760.
L'8 settembre 1676 accadde, a San Prosdocimo, un miracolo del beato padre Marco d'Aviano, uno dei personaggi più importanti della storia religiosa e politica del Settecento.
Nato ad Aviano il 17 novembre 1631, egli giunse a Padova all'inizio del 1676, assegnato al convento dei Cappuccini, ed il 15 agosto, per la festa dell'Assunzione, tenne a San Prosdocimo, nella chiesa del monastero, una predica tanto infiammata sulle glorie di Maria che tutti i fedeli ne furono incantati.
Le monache, piene di entusiasmo, ne parlarono a suor Vincenza, una loro consorella che da tredici anni giaceva a letto paralizzata, la quale fu presa da un irrefrenabile desiderio di ascoltare quel Padre, così che la Madre Badessa si adoperò affinché nel convento dei Cappuccini fosse inviato nuovamente padre Marco, cosa che avvenne l'8 settembre per la festa della Natività di Maria Santissima. L'inferma, posta su di una barella, fu trasportata nella chiesa dove poté assistere alla predica; dopo il panegirico per la Natività di Maria, padre Marco, a consolazione dell'ammalata, recitò le litanie lauretane ed impartì la benedizione all'inferma la quale, prima del termine della stessa, esclamò a gran voce: "Sono guarita, sono guarita!".
Lo stesso Padre rimase stupito e dopo essersi ripreso ordinò alla suora, indicandole la vicina scala: "Ora sali e poi scendi questa scala", cosa che lei fece con facilità.
Campane a festa annunciarono il lieto evento agli stupefatti abitanti di Padova.